# Der Hund mit dem Monokel
Der Hund mit dem Monokel ist ein deutscher Kriminal-Stummfilm aus dem Jahre 1916 mit Max Landa in der Hauptrolle.

## Handlung
Der Kriminalist Dr. Nemo liest am Morgen in der Zeitung, dass es in der Nacht zuvor auf einem Grundstück in einem verlassenen Haus in der Alten Chaussee einen Brand gegeben habe. Außerdem wird von einem eigentümlichen Schrei berichtet, den man bei den Löscharbeiten gehört habe. Nemo eilt zum Grundstück und findet dort nur noch ein Hundehalsband vor, das mit „1911“ datiert ist. Nemo geht damit zur Polizeidienststelle, wo man feststellt, dass der dazugehörige Hund einst einem Studenten namens Peter Petersen gehört habe. Dieser sei am 30. April 1911 laut polizeilichen Unterlagen mit einer Verletzung am Hinterkopf in seiner Wohnung aufgefunden worden. Der Mann galt als tot, doch als die Kripo erschien, war die „Leiche“ urplötzlich verschwunden. Die Zimmerwirtin Petersens erzählt Nemo auf dessen Nachfrage, dass eben jener Petersen einen Hund besessen, diesen aber acht Tage vor seinem angeblichen Tod von einem Ausflug nicht mehr heimgebracht habe. Offensichtlich wurde der Hund verkauft, denn Nemos Polizeikontakt ermittelt den neuen Hundebesitzer im Gasthof „Zur Einsamkeit“ in Oberdorf. Dann taucht auch noch ein angeblich vom Verschwundenen geschriebener Brief auf, der mit der Einführung „Liebste Rita“ beginnt. 
Die Sache wird immer mysteriöser, zumal Nemo bei der nochmaligen Begehung des Brandortes einige Wortkritzeleien an den im Brand unversehrt gebliebenen Türen wie „weißer Hirsch“, „roter Tiger“, „Bluthund“ und „blasse Lilie“ entdeckt. Nemo nimmt zu Recht an, dass das verlassene Haus zuletzt von Kindern beim Indianerspiel benutzt wurde. Einer dieser Kinder verrät Nemo, dass der Hund in Wahrheit der Tänzerin Rita Valerie gehörte, offensichtlich ein Geschenk des Schein-Toten. Das Kind erzählt, dass es im Auftrag Ritas das Tier ausgeführt habe. Offensichtlich sei der Köter im Feuer umgekommen. Nemo beschließt, die Tänzerin aufzusuchen. Um mit ihr leichter in Kontakt zu kommen, beschließt Nemo, einen süßen kleinen Terrier mit einem lustigen, kreisrunden Fleck ums Auge, der wie ein Monokel ausschaut, mitzubringen und selbigen der jungen Frau als Ersatz zu schenken. Dort angekommen, entdeckt er in Ritas Wohnung ein Foto Petersens, der auf dieser Aufnahme keinen Bart wie sonst üblich trägt. Nemo untersucht des Fotos Rückseite und sieht die Datierung vom Fotolabor „5. Juni 1912“, also über ein Jahr nach dem mutmaßlichen Tode Peter Petersens.
Am folgenden Abend besucht Nemo eine Vorstellung mit Rita, die eine Darbietung ihrer exzessiven Tanzkunst als „blaue Blume“ gibt. Beim Verlassen der Loge sieht der Detektiv einen Mann an sich vorbeilaufen, dessen Gesicht ihm zwar irgendwie bekannt vorkommt, das er aber nicht sofort zuordnen kann. Am nächsten Tag liest Dr. Nemo in der Zeitung eine kurze Notiz, der zufolge die Tänzerin Rita Valerie nach ihrem Auftritt im Olymp-Theater zusammengebrochen sei. Trotz ärztlicher Hilfe hätte ihr Leben nicht mehr gerettet werden können. Sofort begibt sich Nemo in die Wohnung Ritas, wohin der Leichnam der Toten gebracht worden sein soll. Von der anwesenden Zofe erfährt der Kriminalist zu seiner großen Überraschung, dass auch Ritas Leichnam urplötzlich verschwunden sei. Allmählich nimmt Nemo nunmehr an, dass man ihm und der Polizei einen gewaltigen Streich spielt. Er glaubt nicht an den Tod Ritas, und bald fällt ihm auch wieder ein, wo er das Gesicht des Vorbeilaufenden im Theater schon einmal gesehen hatte: auf dem Foto in Ritas Wohnung. Der Fremde war niemand anderes als der von den Toten wiederauferstandene Peter Petersen! Auf die Frage, ob sich irgendetwas seit dem Verschwinden der „Leiche“ ihrer Herrin in der Wohnung verändert habe, antwortet die Zofe, dass seitdem ein Bauernkostüm fehle. 
Von einem sechsten Sinn getrieben, begibt sich Dr. Nemo ins beschauliche Bergörtchen Oberdorf, wo er im Gasthof „Zur Einsamkeit“ tatsächlich auf Petersen und Rita im tarnenden Bauern-Outfit trifft. Von Nemo entlarvt, erklärt sich Petersen bereit, die Hintergründe dieser mysteriösen Geschichte zu erzählen: Einst hatte Petersen für einen Freund die Bürgschaft über die Summe von 80.000 Mark übernommen. Der „Freund“ machte sich bald aus dem Staub, und da Petersen lediglich 50.000 Mark Eigenkapital besaß, hatte er plötzlich über Nacht 30.000 Mark Schulden. Als Petersen zu seinem großen Glück jedoch 20.000 Mark in der Lotterie gewann, beschloss er, diese Summe seinem Gläubiger zu verheimlichen. Doch der erfuhr von dem Gewinn und setzte Petersen die Daumenschrauben an. In seiner Wut darüber begann sich Petersen noch am selbigen Tage heftig zu betrinken und fiel daraufhin so unglücklich hin, dass er mit seinem Hinterkopf aufschlug und ohnmächtig wurde. Der hinzu gerufene Arzt konstatierte in Anwesenheit der Zimmerwirtin seinen Tod. Im Moment der Abwesenheit beider machte sich Petersen davon, um als offiziell „Toter“ mit den 20.000 Mark ein neues Leben zu beginnen. Er logierte sich hier im Gasthof ein und informierte seine Geliebte Rita. Die wandte nun denselben Trick an und spielte ihren eigenen Tod im Olymp-Theater vor.
Hier könnte die Geschichte eigentlich zu Ende sein. Doch kaum hat Peter Petersen seine Erklärung beendet, eilt ein Mann in den Gasthof und fragt nach Petersen. Als er ihn sieht, erzählt er dem verdutzten jungen Mann, dass er diesen schon seit langem gesucht habe, um ihm eine freudige Nachricht zukommen zu lassen: Petersens Freund, dessen Bürgschaft er einst übernommen habe, habe ihm schon längst die gebürgte Summe zurückzahlen wollen, nur habe man ihn, Petersen, nicht auffinden können, da dieser seit geraumer Zeit verschwunden sei. Nun lösen sich alle Probleme in Wohlgefallen auf: Keiner der Totgeglaubten ist wirklich tot, und Peter Petersen ist auf einen Schlag all seine finanziellen Sorgen, in die er unverschuldet geraten war, los.

## Produktionsnotizen
Der Hund mit dem Monokel passierte im Oktober 1916 die Filmzensur und wurde wenig später, möglicherweise aber erst zum Jahresbeginn 1917, uraufgeführt. Der Dreiakter besaß eine Länge von etwa 1350 Meter. Für Österreich-Ungarn war die Erstaufführung für den 12. Januar 1917 vorgesehen.

## Kritiken
„Die originelle, recht geistreiche Handlung dieses Detektivdramas, das durch die Mitwirkung Max Landas als Doktor Nemo an Interesse gewinnt, wirkt spannend und unterhaltend zugleich.“

Paimann’s Filmlisten resümierte: „Stoff recht gut, Spiel, Photos und Szenerie sehr gut.“